# Werner Wiesner
Werner Wiesner (* 19. März 1902 in Ballerstedt; † 15. Juli 1974 in Mainz) war ein deutscher protestantischer Theologe.

## Leben
Von 1921 bis 1925 studierte er in Tübingen, Greifswald, Rostock und Halle-Wittenberg Theologie. Nach dem ersten theologischen Examen 1925 an der Universität Halle-Wittenberg studierte er von 1925 bis 1926 am Predigerseminar des Domkandidatenstifts Berlin. Nach der Promotion 1929 bei Paul Althaus an der Universität Erlangen-Nürnberg und der Habilitation 1945 an der Universität Göttingen war er von 1949 bis 1968 Professor für Systematische Theologie in Mainz.

## Schriften (Auswahl)
- Das Offenbarungsproblem in der dialektischen Theologie. München 1930, OCLC 6263308.
- Die Lehre von der Schöpfungsordnung. Anthropologische Prolegomena zur Ethik. Gütersloh 1934, OCLC 10502658.
- Die Welt im Verständnis des christlichen Glaubens. Heidelberg 1964, OCLC 2849262.
- Woran glaubt der Christ?. Neukirchen-Vluyn 1964, OCLC 6526847.